# 阿索維斯波查孔市

阿索維斯波查孔市（西班牙語：Municipio Arzobispo Chacón），是委內瑞拉的一個市，位於該國西部梅里達州，首府設於卡納瓜，面積1,659平方公里，2007年人口15,850，人口密度每平方公里9.6人。